# Карл-и-Бонд, Жан Нгуза
Жан Нгуза Карл-и-Бонд (фр. Jean Nguza Karl-i-Bond; 4 августа 1938, Мусумба, провинция Луалаба, Бельгийское Конго — 27 июля 2003) — заирский государственный деятель, первый государственный комиссар (премьер-министр) Республики Заир (1980—1981 и 1991—1992). На протяжении около двадцати лет являлся одним из ближайших сподвижников диктатора Мобуту Сесе Секо, а после вынужденной эмиграции — его убеждённым противником.

## Биография
Являлся племянником будущего премьер-министра Демократической Республики Конго Моиза Чомбе. Получил степень магистра в области международных отношений Лёвенского католического университета. Свободно владел шестью африканскими языками, а также английским, французским, нидерландским и немецким языками.
В 1972—1974, 1976—1977 и 1979—1980 гг. — министр иностранных дел Заира. Также занимал пост политического секретаря правящей партии Народное движение революции. Его статус в Заире и в международном сообществе был таков, что он считался возможным преемником Мобуту на посту президента Заира.
В 1977 г. он оказался в опале, поскольку глава государства обвинил политика в попытке соблазнить первую леди страны и попытке государственного переворота. В результате он был приговорён к смерти за измену, но потом приговор был заменен на пожизненное заключение. Его тюремное заключение закончилось в 1979 г., под международным давлением он был реабилитирован и восстановлен в своей должности.
В 1980—1981 гг. — первый государственный комиссар Республики Заир. После отставки был вынужден отправиться в изгнание в Бельгию, где выступил с критикой правящего режима Заира как коррумпированного и неэффективного. Выступая на слушаниях в Конгрессе США, он изложил в подробных деталях факты казнокрадства Мобуту на сотни миллионов долларов с последующим их выводом в иностранные банки. Также опубликовал расследование «Мобуту, или воплощение зарисовок зла». В 1982 г. основал оппозиционную группу «Конголезский фронт за восстановление демократии». В 1985 г. вернулся на родину и в следующем году был назначен послом Заира в Соединённых Штатах.
После введения в стране многопартийной системы (1990) выступил основателем и председателем оппозиционной партии «Союз независимых республиканцев и федералистов» (СНРФ). Вследствие ухудшения экономической ситуации и начавшихся мятежей в ряде провинций под давлением президент Мобуту был вынужден вновь назначить его главой правительства, тем более что предыдущий глава кабинета пытался лишить главу государства доступа к средствам Центрального банка. Оппозиционный «Священный союз» (Sacred Union) воспринял назначение Карл-И-Бонда как предательство с его стороны. Пост премьер-министра политик занимал с ноября 1991 по август 1992 гг. В начале 1992 г. правительство приостановило созыв Национальной конференции, которая должна была принять новую Конституцию страны. Под давлением международной общественности в апреле 1992 г. решение о созыве конференции было подтверждено.
После его отставки в стране началось противостояние народов лунда, к которому он принадлежал и луба, к которому принадлежал его преемник на посту премьер министра Этьен Тшисекеди. С этого момента бывший глава правительства стал активным участником внутриконголезского конфликта. В 1994 г. состояние его здоровья ухудшилось и он передал лидерство в СНРФ своей жене. После прихода к власти президента Кабилы был вынужден эмигрировать в ЮАР. Через несколько лет вернулся в Демократическую Республику Конго, где и прожил до конца жизни.